# Кубок Іспанії з футболу 1955
Кубок Іспанії з футболу 1955 — 53-й розіграш кубкового футбольного турніру в Іспанії. Титул здобув Атлетік (Більбао). 

## Календар
| Раунд        | Дата                                          | Матчі  | Клуби  |
| ------------ | --------------------------------------------- | ------ | ------ |
| Перший раунд | 17/24 квітня 26-28 квітня 1955 (перегравання) | 12+3+1 | 14 → 8 |
| 1/4 фіналу   | 1/8 травня 1955                               | 8      | 8 → 4  |
| 1/2 фіналу   | 22/29 травня 1955                             | 4      | 4 → 2  |
| Фінал        | 5 червня 1955                                 | 1      | 2 → 1  |

## Перший раунд
| Команда 1              | Заг. | Команда 2              | 1-й матч | 2-й матч |
| ---------------------- | ---- | ---------------------- | -------- | -------- |
| 17/24 квітня 1955      |      |                        |          |          |
| Атлетік (Більбао)      | 2:1  | Реал Мурсія (2)        | 0:1      | 2:0      |
| Севілья                | 5:3  | Культураль Леонеса (2) | 3:0      | 2:3      |
| Валенсія               | 5:5  | Лас-Пальмас            | 5:2      | 0:3      |
| Еркулес                | 5:4  | Сельта                 | 3:0      | 2:4      |
| Депортіво (Ла-Корунья) | 2:2  | Депортіво Алавес       | 2:0      | 0:2      |
| Атлетіко (Мадрид)      | 3:3  | Реал Вальядолід        | 3:2      | 0:1      |

Перегравання
| Команда 1              | Рахунок | Команда 2        |
| ---------------------- | ------- | ---------------- |
| 26 квітня 1955         |         |                  |
| Атлетіко (Мадрид)      | 1:1     | Реал Вальядолід  |
| 27 квітня 1955         |         |                  |
| Валенсія               | 4:1     | Лас-Пальмас      |
| Депортіво (Ла-Корунья) | 2:0     | Депортіво Алавес |
| 28 квітня 1955         |         |                  |
| Атлетіко (Мадрид)      | 1:2     | Реал Вальядолід  |

## 1/4 фіналу
| Команда 1         | Заг. | Команда 2              | 1-й матч | 2-й матч |
| ----------------- | ---- | ---------------------- | -------- | -------- |
| 1/8 травня 1955   |      |                        |          |          |
| Атлетік (Більбао) | 10:4 | Еркулес                | 5:1      | 5:3      |
| Севілья           | 6:5  | Валенсія               | 5:1      | 1:4      |
| Барселона         | 8:1  | Депортіво (Ла-Корунья) | 7:0      | 1:1      |
| Реал Мадрид       | 5:1  | Реал Вальядолід        | 1:1      | 4:1      |

## 1/2 фіналу
| Команда 1         | Заг. | Команда 2         | 1-й матч | 2-й матч |
| ----------------- | ---- | ----------------- | -------- | -------- |
| 22/29 травня 1955 |      |                   |          |          |
| Барселона         | 2:4  | Атлетік (Більбао) | 0:2      | 2:2      |
| Реал Мадрид       | 1:8  | Севілья           | 1:3      | 0:5      |

## Фінал
| 5 червня 1955 |

| Атлетік (Більбао) | 1:0      | Севілья |
| ----------------- | -------- | ------- |
| Урібе 70'         | Протокол |         |

| Нуево Чамартин, Мадрид Глядачів: 100 000 Арбітр: Хуліан Арке |